# Euskal Encounter
La Euskal Encounter, anteriormente conocida como Euskal Party, Euskal Amiga Party o Euskal, es una reunión multitudinaria de aficionados y profesionales de la informática que buscan intercambiar conocimientos y realizar todo tipo de actividades relacionadas con la informática durante varios días.
Constituye parte de un fenómeno originado a finales de la década de los ochenta en el norte de Europa, en países como Noruega, Dinamarca o Alemania.
Esta LAN party viene celebrándose en el País Vasco desde el año 1994, lo que la convierte en la LAN party más veterana de España y una de las más veteranas de Europa.

## Actividades y zonas
La Euskal Encounter se divide principalmente en dos zonas: 
- El llamado partyplace, es la zona de la LAN party propiamente dicha, con los puestos de los participantes, las áreas de la organización del evento, un espacio habilitado para comer, y un escenario para la entrega de premios y otras actividades. Para acceder a esta zona es necesario pagar entrada.
- La Opengune o espacio gratuito, de libre acceso, que contiene entre otras cosas las arenas de las competiciones de videojuegos, las zonas de charlas y talleres, impresión 3D y juegos de mesa, así como distintos stands de empresas que varían cada año (Ikea, Netflix, Nintendo, etc.).

Entre las numerosas actividades del evento, además de las competiciones de videojuegos, de modding, y de creatividad digital (animación 3D, retoque fotográfico, música digital, etc.), se organizan también actividades como un concurso de preguntas de cine, una competición de cosplay, y conciertos como el de la pianista de temas de anime y videojuegos Elesky.

## Galería de imágenes

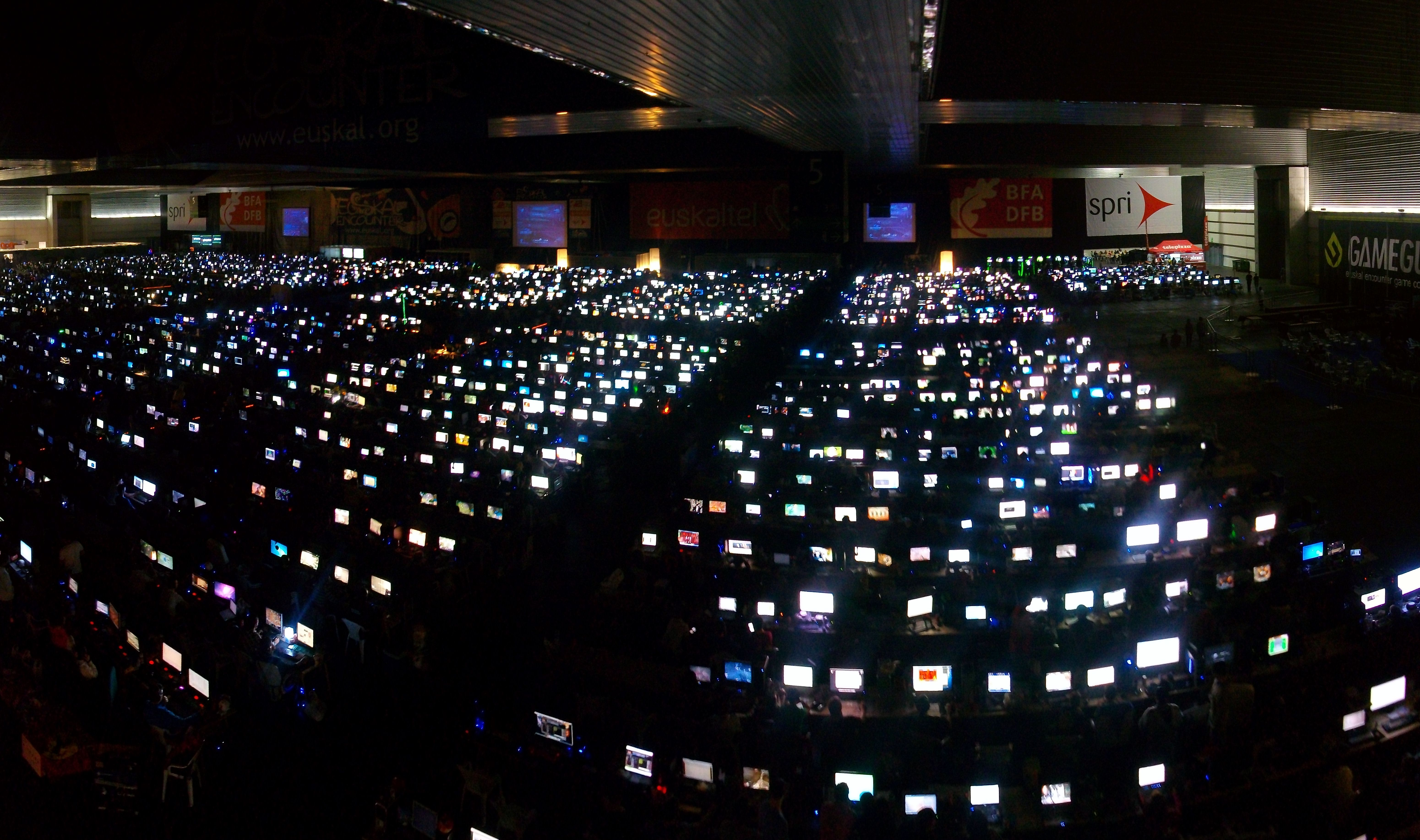
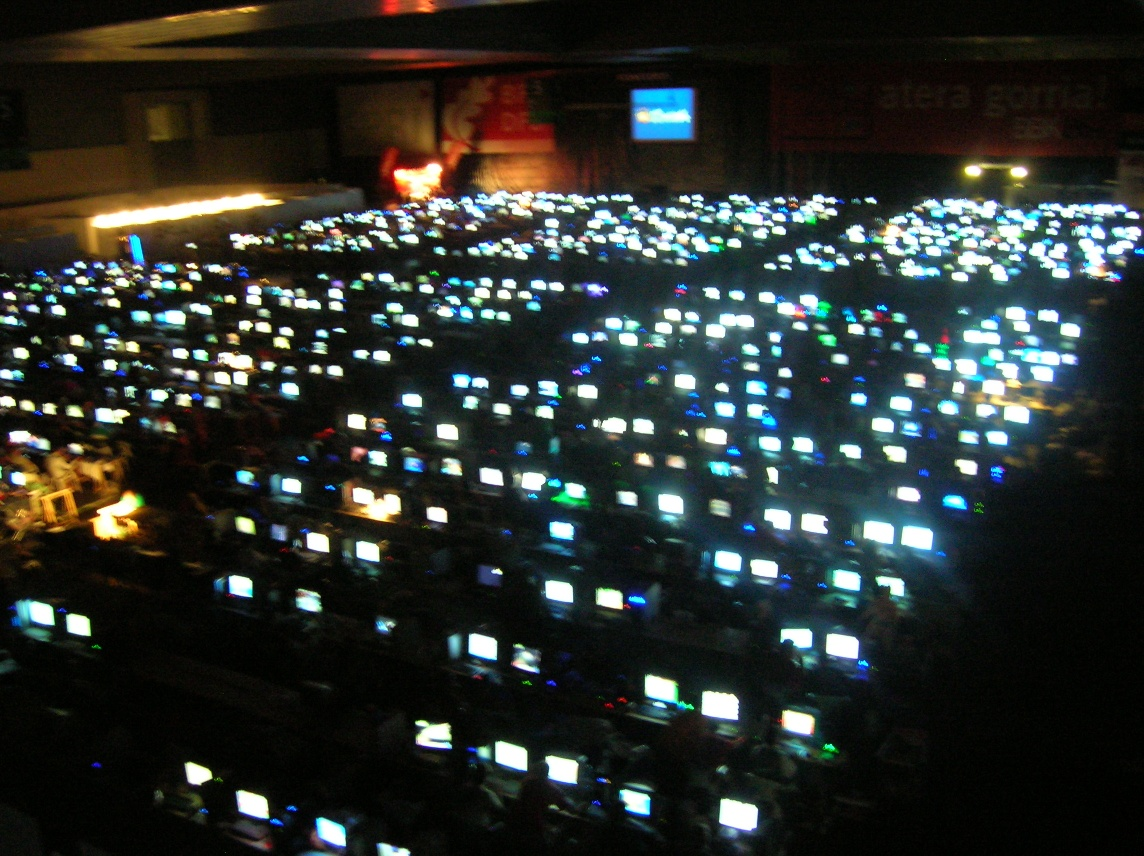
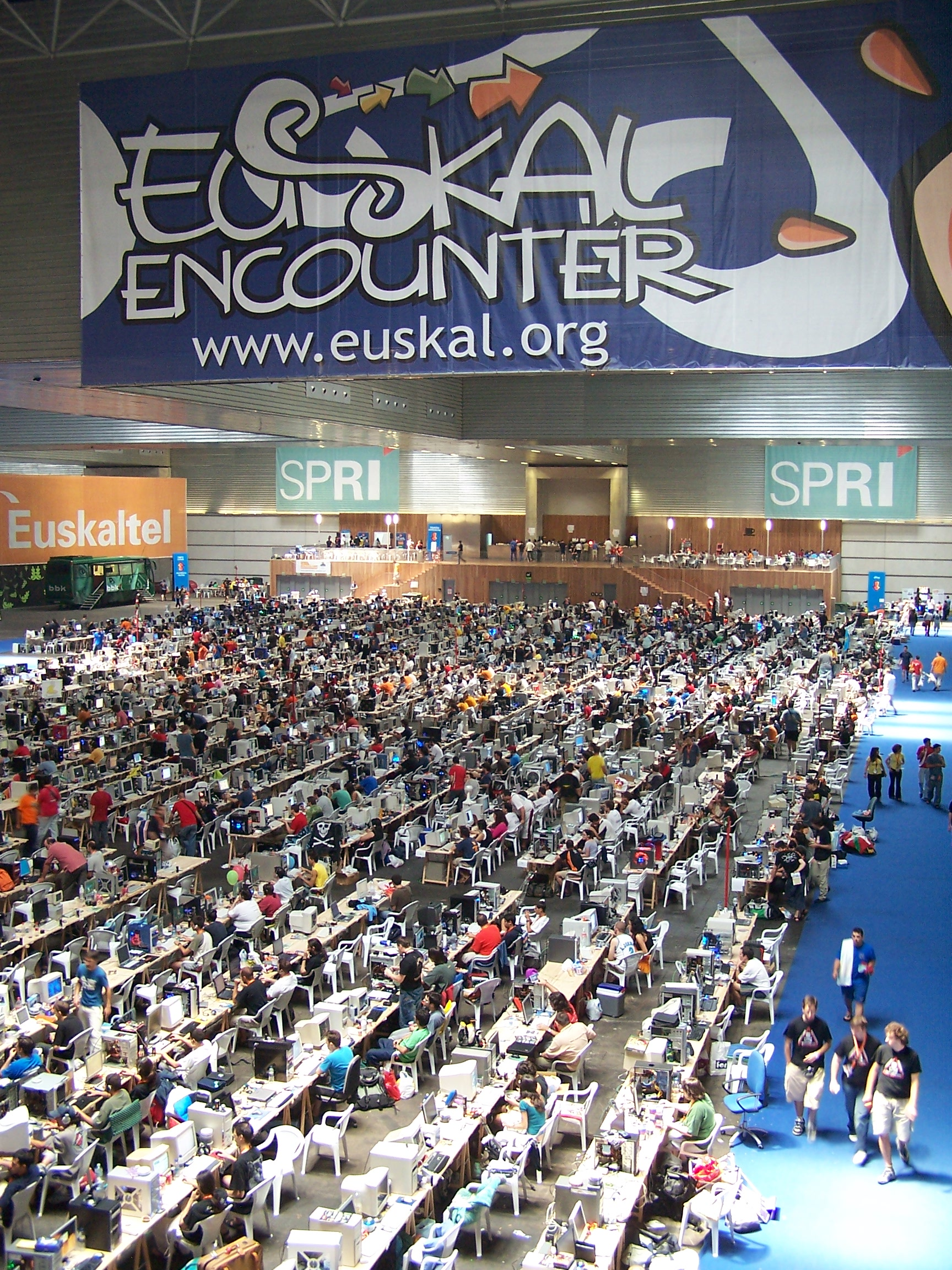
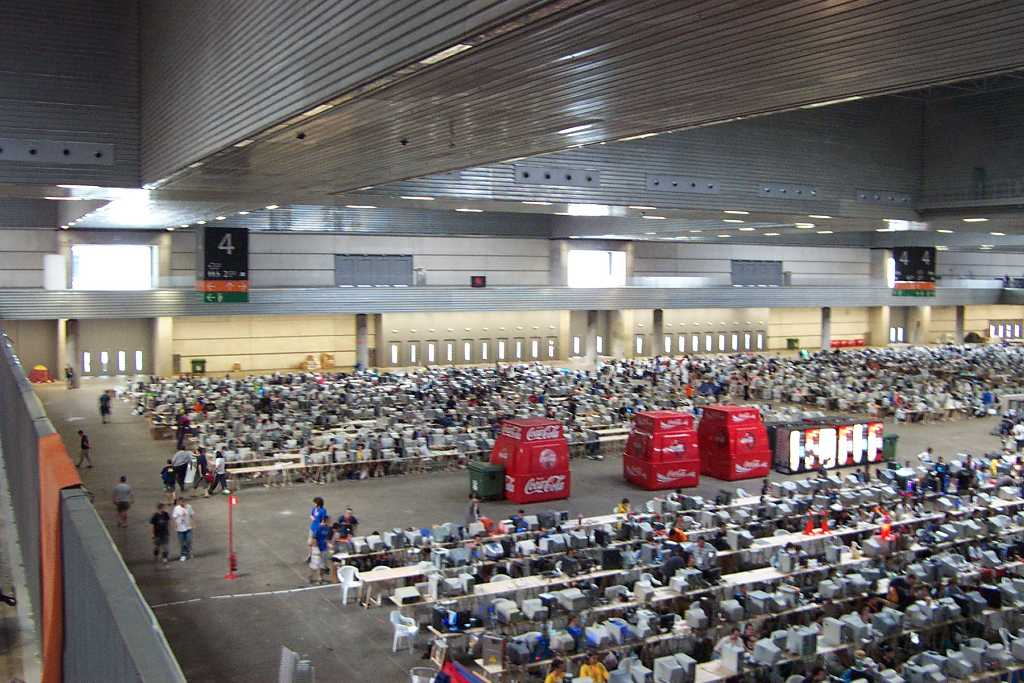

## Algunos logros
En la edición de 2019 uno de los 100 mejores youtuber que trabajan en España o de origen español, Nate Gentile, batió el récord mundial de overclocking enfriando un Ryzen 9 a -160 °C para conseguir subir el procesador a 5,1 GHz superando todas las marcas anteriores realizadas en cinebench.

## Ediciones
| Edición              | Fechas                                                   | Puestos disponibles | Localidad | Ubicación |
| -------------------- | -------------------------------------------------------- | --- | --- | --- |
| Euskal Amiga Party   | 6 de agosto de 1994                                      | Ordenadores: 25 Participantes: 36 | Villarreal de Urrechua (Guipúzcoa) | Frontón Municipal Ederrena |
| Euskal Amiga Party 2 | 27-29 de diciembre de 1994                               | Ordenadores: 80 Participantes: 200 | Legazpia (Guipúzcoa) | Polideportivo Bikuña |
| Euskal Amiga Party 3 | 12-15 de octubre de 1995                                 | Ordenadores: 200 Participantes: 300 | Tolosa (Guipúzcoa) | Polideportivo Berazubi |
| Euskal Amiga Party 4 | 25-28 de julio de 1996                                   | Ordenadores: 280 Participantes: 480 | San Sebastián (Guipúzcoa) | Frontón Municipal Carmelo Balda (Anoeta) |
| Euskal Amiga Party 5 | 25-27 de julio de 1997                                   | Ordenadores: 300 Participantes: 550 | San Sebastián (Guipúzcoa) | Frontón Municipal Carmelo Balda (Anoeta) |
| Euskal Amiga Party 6 | 24-26 de julio de 1998                                   | Ordenadores: 425 Participantes: 900 | San Sebastián (Guipúzcoa) | Frontón Municipal Carmelo Balda (Anoeta) |
| Euskal Amiga Party 7 | 23-25 de julio de 1999                                   | Ordenadores: 560 Participantes: 1.200 | San Sebastián (Guipúzcoa) | Velódromo Antonio Elorza (Anoeta) |
| Euskal 8             | 22-25 de julio de 2000                                   | Ordenadores: 900 Participantes: 1.600 | Bilbao (Vizcaya) | Feria de Muestras Internacional de Bilbao |
| Euskal 9             | 26-29 de julio de 2001                                   | Ordenadores: 1.200 Participantes: 2.200 | Vitoria (Álava) | Polideportivo Bikuña |
| Euskal 10            | 25-28 de julio de 2002                                   | Ordenadores: 1.600 Participantes: 2.800 | San Sebastián (Guipúzcoa) | Velódromo Antonio Elorza (Anoeta) |
| Euskal 11            | 24-27 de julio de 2003                                   | Ordenadores: 900 Participantes: 1.600 | Bilbao (Vizcaya) | Feria de Muestras Internacional de Bilbao |
| Euskal Encounter 12  | 22-25 de julio de 2004 Día PreParty: 21 de julio de 2004 | Ordenadores: 2.560 Participantes: 5.000 | Baracaldo (Vizcaya) | Bilbao Exhibition Centre (BEC) |
| Euskal Encounter 13  | 22-25 de julio de 2005 Día PreParty: 21 de julio de 2005 | Ordenadores: 3.072 Participantes: 5.750 | Baracaldo (Vizcaya) | Bilbao Exhibition Centre (BEC) |
| Euskal Encounter 14  | 22-25 de julio de 2006 Día PreParty: 21 de julio de 2006 | Ordenadores: 3.584 Participantes: 5.625 | Baracaldo (Vizcaya) | Bilbao Exhibition Centre (BEC) |
| Euskal Encounter 15  | 20-23 de julio de 2007 Día PreParty: 19 de julio de 2007 | Ordenadores: 4.096 Participantes: 5.750 (estimación) | Baracaldo (Vizcaya) | Bilbao Exhibition Centre (BEC) |
| Euskal Encounter 16  | 24-27 de julio de 2008 Día PreParty: 23 de julio de 2008 | Ordenadores: 4.096 Participantes: 5.750 (estimación) | Baracaldo (Vizcaya) | Bilbao Exhibition Centre (BEC) |
| Euskal Encounter 17  | 23-26 de julio de 2009 Día PreParty: 22 de julio de 2009 | Ordenadores: 4.096 | Baracaldo (Vizcaya) | Bilbao Exhibition Centre (BEC) |
| Euskal Encounter 18  | 22-25 de julio de 2010 Día PreParty: 21 de julio de 2010 | Ordenadores: 4.096 | Baracaldo (Vizcaya) | Bilbao Exhibition Centre (BEC) |
| Euskal Encounter 19  | 22-25 de julio de 2011 Día PreParty: 21 de julio de 2011 | Ordenadores: 4.096 Participantes: 16.000 | Baracaldo (Vizcaya) | Bilbao Exhibition Centre (BEC) |
| Euskal Encounter 20  | 26-29 de julio de 2012 Día PreParty: 25 de julio de 2012 | | Baracaldo (Vizcaya) | Bilbao Exhibition Centre (BEC) |
| Euskal Encounter 21  | 25-28 de julio de 2013 Día PreParty: 24 de julio de 2013 | | Baracaldo (Vizcaya) | Bilbao Exhibition Centre (BEC) |
| Euskal Encounter 22  | 24-27 de julio de 2014 Día PreParty: 23 de julio de 2014 | Ordenadores: 4.096 Participantes: más de 5.700 | Baracaldo (Vizcaya) | Bilbao Exhibition Centre (BEC) |
| Euskal Encounter 23  | 23-26 de julio de 2015 Día PreParty: 22 de julio de 2015 | Ordenadores: 4.096 Participantes: más de 6.000 | Baracaldo (Vizcaya) | Bilbao Exhibition Centre (BEC) |
| Euskal Encounter 24  | 22-25 de julio de 2016 Día PreParty: 21 de julio de 2016 | Puestos: 4.608 Dispositivos conectados: 6.000 Participantes: 7.600 | Baracaldo (Vizcaya) | Bilbao Exhibition Centre (BEC) |
| Euskal Encounter 25  | 22-25 de julio de 2017 Día PreParty: 21 de julio de 2017 | Puestos: 5.024 | Baracaldo (Vizcaya) | Bilbao Exhibition Centre (BEC) |
| Euskal Encounter 26  | 26-29 de julio de 2018 Día PreParty: 25 de julio de 2018 | Puestos: 5.088 | Baracaldo (Vizcaya) | Bilbao Exhibition Centre (BEC) |
| Euskal Encounter 27  | 25-28 de julio de 2019 Día PreParty: 24 de julio de 2019 | Puestos: 4.960 | Baracaldo (Vizcaya) | Bilbao Exhibition Centre (BEC) |
| Euskal Encounter 28  | 24-26 de julio de 2020                                   | Debido a la Pandemia de COVID-19, esta edición se realizó en Internet, conectándose cada usuario desde su casa a través de diversas plataformas, como Discord y Twitch. | Debido a la Pandemia de COVID-19, esta edición se realizó en Internet, conectándose cada usuario desde su casa a través de diversas plataformas, como Discord y Twitch. | Debido a la Pandemia de COVID-19, esta edición se realizó en Internet, conectándose cada usuario desde su casa a través de diversas plataformas, como Discord y Twitch. |
| Euskal Encounter 29  | 22-25 de julio de 2021 Día PreParty: 21 de julio de 2021 | Puestos: 540, con varias restricciones debido a la Pandemia de COVID-19.                                                                                                | Baracaldo (Vizcaya) | Bilbao Exhibition Centre (BEC) |
| Euskal Encounter 30  | 22-25 de julio de 2022 Día PreParty: 21 de julio de 2022 | Puestos: 2976 | Baracaldo (Vizcaya) | Bilbao Exhibition Centre (BEC) |
| Euskal Encounter 31  | 22-25 de julio de 2023 Día PreParty: 21 de julio de 2023 | Puestos: 3584 | Baracaldo (Vizcaya) | Bilbao Exhibition Centre (BEC) |
| Euskal Encounter 32  | 25-28 de julio de 2024 Día PreParty: 24 de julio de 2024 | Puestos disponibles: 3904 | Baracaldo (Vizcaya) | Bilbao Exhibition Centre (BEC) |
| Euskal Encounter 33  | 24-27 de julio de 2025 Día PreParty: 23 de julio de 2025 | Puestos disponibles: 3648 | Baracaldo (Vizcaya) | Bilbao Exhibition Centre (BEC) |
| Euskal Encounter 34  | 23-26 de julio de 2026 Día PreParty: 22 de julio         | Puestos disponibles: ? | Baracaldo (Vizcaya) | Bilbao Exhibition Centre (BEC) |

## Enlaces de interés
- Página oficial de la Euskal Encounter
- Página oficial de la Gipuzkoa Encounter
- Foro oficial de la Euskal Encounter y otras LAN partys de la red Encounter
- Party Spain Archivado el 3 de abril de 2007 en Wayback Machine. (base de datos de LAN Partys en España) Han cerrado
- Batiendo el récord mundial de overclocking extremo

- Datos: Q4897130
- Multimedia: Euskal Encounter / Q4897130